# La Rochelle disparue
La Rochelle disparue, écrit par Émile Couneau, est un ouvrage composé d'un ensemble de lithographies et de textes retraçant l'histoire de La Rochelle. Publié en 1904, l'ouvrage s'appuie sur un ensemble de témoignages historiques, de plans d'époque ou de photographies.

## Émile Couneau
Émile Alexandre Couneau, né à Saint-Martin-de-Ré le 30 septembre 1838 et mort le 7 juillet 1920, est un greffier du tribunal civil de La Rochelle et aquafortiste. Il est un précurseur de la technique de l'eau-forte qu'il découvre après 1880. En 1878, il rejoint le Conseil Municipal et devient maire adjoint. Il est aussi secrétaire de l'Académie des belles-lettres, sciences et arts de La Rochelle à partir de 1904 et de la société philharmonique. Ses voyages en Orient et au Maghreb lui inspirent un autre ouvrage. Il achève un ensemble de gravures sur Saint-Martin-de-Ré publié quelques jours après sa mort. Après sa mort, il fait don de ses collections à la Ville de La Rochelle.

## Contexte historique
En publiant en 1825 Sur la destruction des monuments en France, Victor Hugo enclenche une prise de conscience nationale sur l'état du patrimoine français. Cette publication est suivie en 1837 par la création de la commission des monuments historiques français. Le XIXe siècle est marqué par les écrits de Prosper Mérimée et Viollet-le-Duc, connu pour la reconstruction de Notre-Dame de Paris sur la base de plans médiévaux. À La Rochelle, ce mouvement de redécouverte s'illustre par la restauration d'une partie des monuments historiques par Albert Ballu tels que l'Hôtel de Ville ou la Tour de la Lanterne.

## L'œuvre

### Edition
Si l'ouvrage est édité en 1904 par A. Foucher en un volume de 544 pages, de nombreuses rééditions sont disponibles sur le commerce - généralement en deux tomes - comme celle des Editions du Régionalisme (2012).

### Sources du recueil
Couneau s'appuie sur des aquarelles issues de la collection Bournaud, des plans conservés à l'Hôtel de ville, les livres militaires de Claude Masse et les témoignages d'un rochelais de la paroisse Saint-Sauveur.

### Contenu

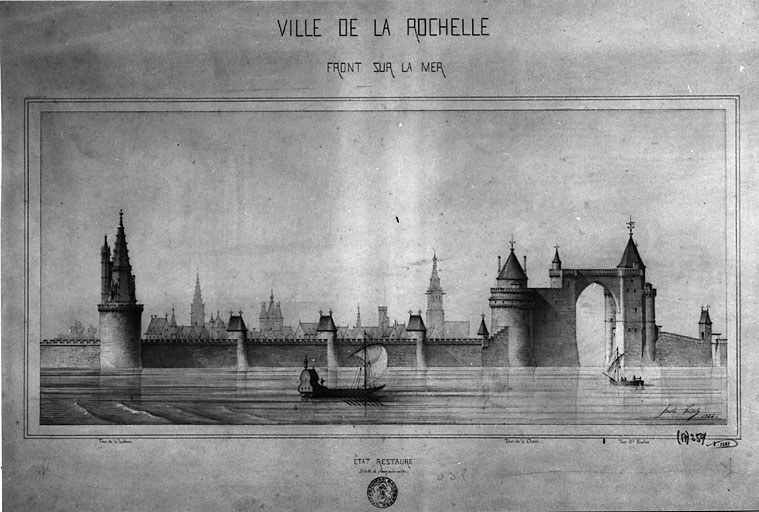
Hypothèse de l'arche entre les tours (J. Lisch). Dessin repris par Emile Couneau.

Structurée en dix chapitres, l'œuvre a connu un retentissement très important, aussi bien dans le milieu amateur que professionnel, en témoignent les cartes postales publiées à l'époque. L'ouvrage retrace les évolutions architecturales et urbaines de La Rochelle à travers les époques et ses monuments : les fortifications, les tours, les portes de ville, les rues, l'Hôtel de ville de La Rochelle, les temples protestants et la bourse.
L'une des illustrations les plus célèbres de l'ouvrage est l'arche reliant les deux tours du port. Hypothèse formulée par Juste Lisch en 1864, elle a été depuis réfutée par les examens des plans et de la structure interne des tours.
Si l'ouvrage n'a pas de visée historique à proprement parler, il constitue, selon Couneau dans la préface, un moyen pour vulgariser l'histoire de la ville.

## Extraits

### Citation
« Nous considérerons notre tâche comme suffisamment remplie, si nos concitoyens trouvent quelque intérêt à la lecture de cet ouvrage ; si les simples images qui accompagnent le texte leur permettent de reconstituer, comme dans le rayonnement d'une lointaine vision, l'attachante physionomie de notre vieille ville, dont les glorieux vestiges évoquent encore en nous le souvenir des luttes douloureuses de résistances héroïques. »

— Emile Couneau, La Rochelle disparue (préface)

### Galerie: gravures et eaux-fortes tirées de l'ouvrage

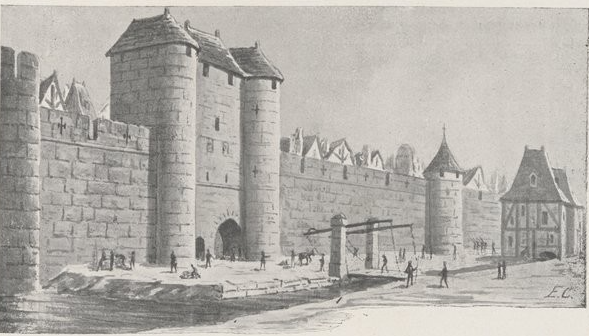
Porte du Perrot, ancienne Grosse Horloge.
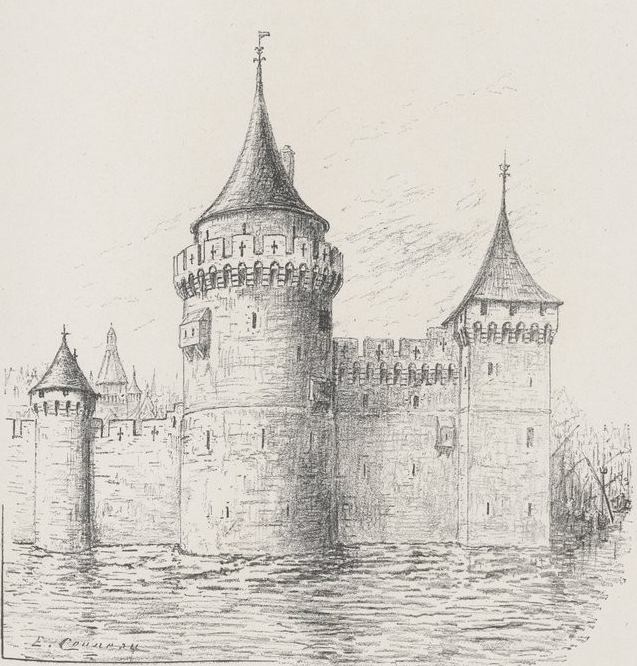
Les tours du port de La Rochelle.
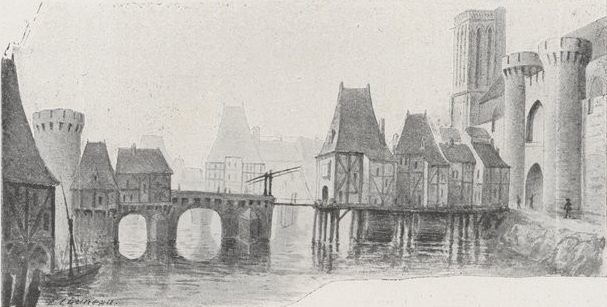
Le Pont Maubec.
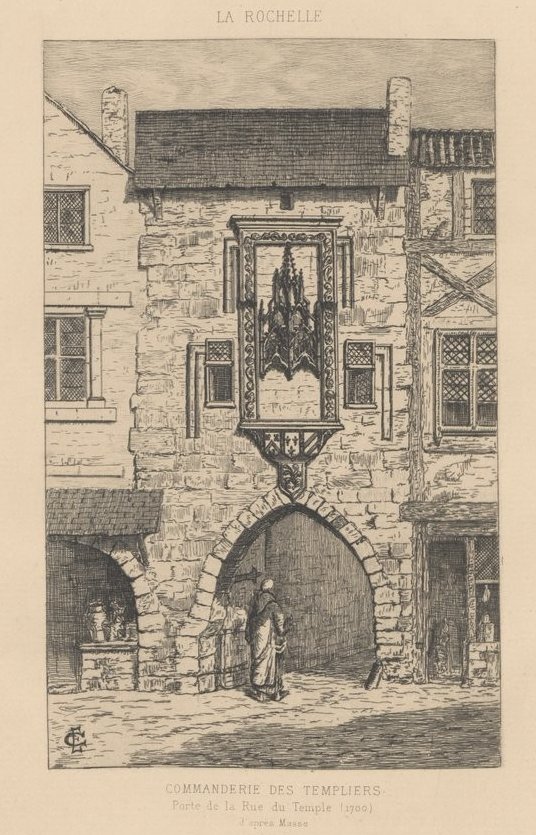
Commanderie des Templiers (rue du Temple).
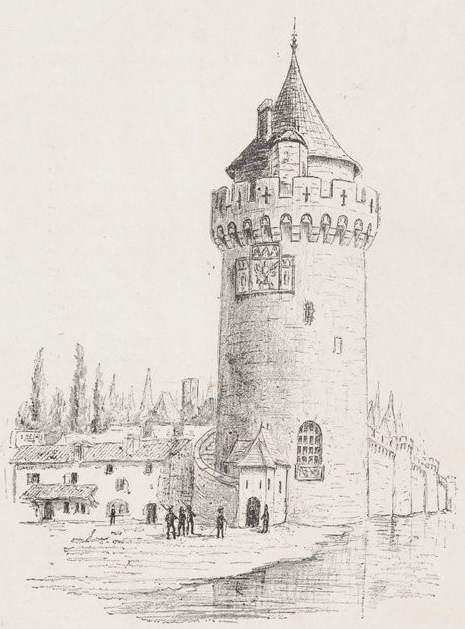
Tour des Moureilles (disparue intégralement).
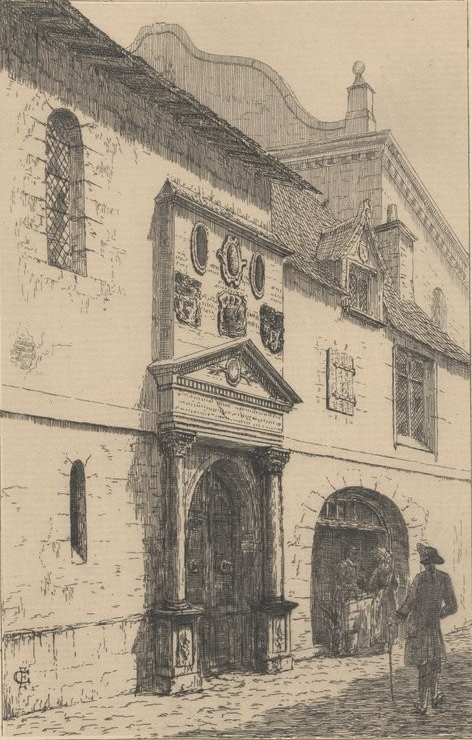
Porte du Collège de Jeanne d'Albret, rue du Collège (actuel Collège Eugène Fromentin)
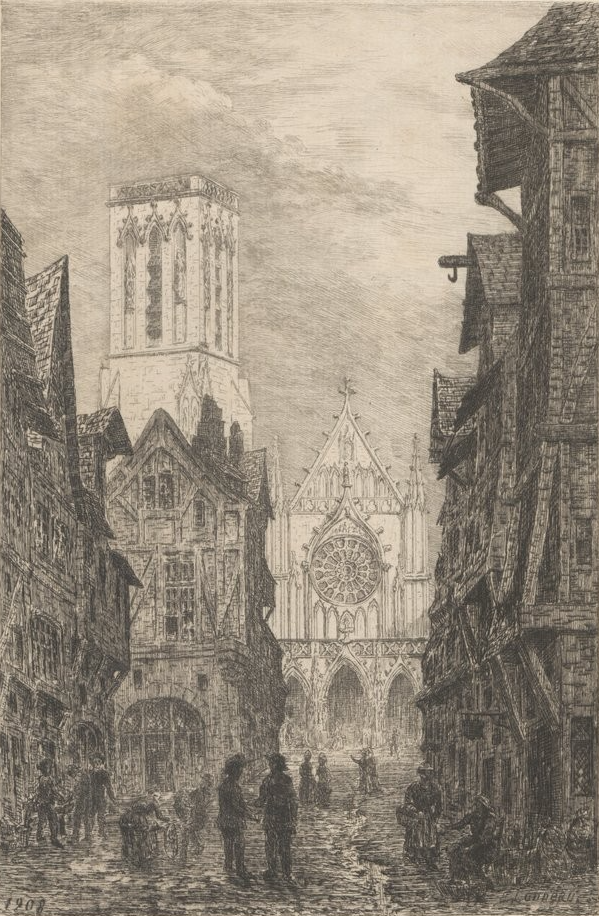
Ancienne rue de la Poterie et église Saint-Sauveur.
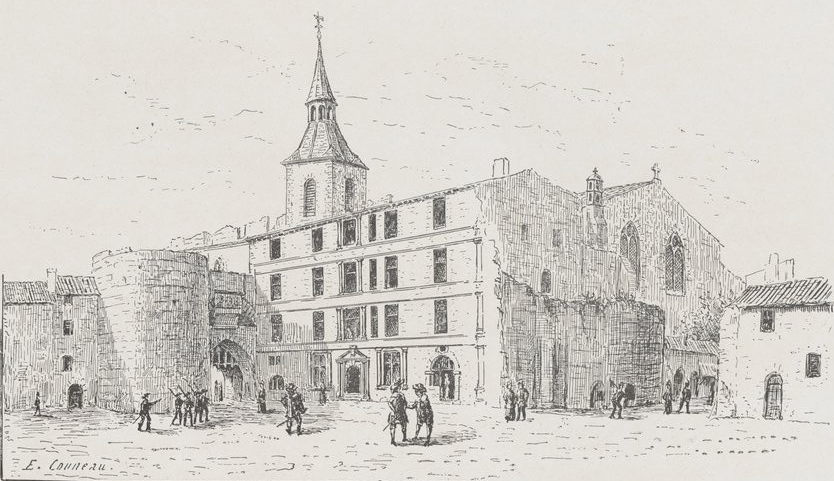
Porte de Cougnes.
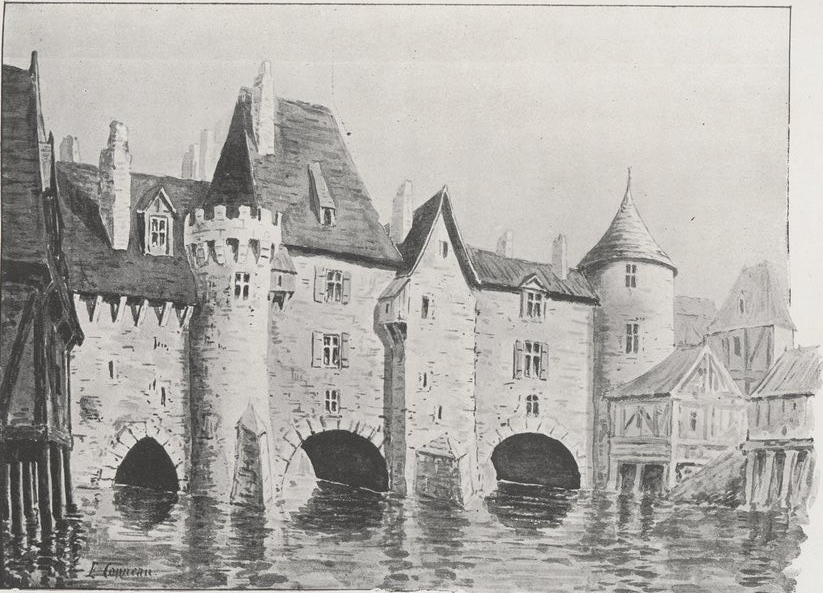
Pont Saint-Sauveur, côté du port.
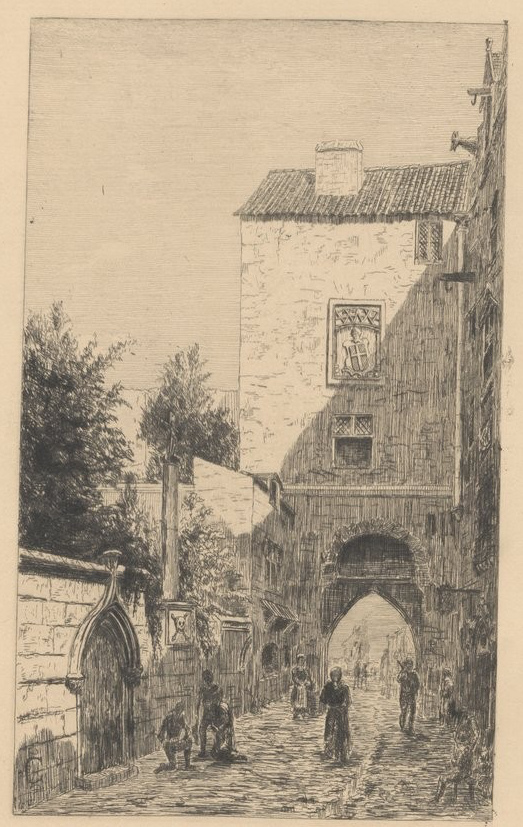
Rue de la Ferté - Entrée du cimetière Saint-Sauveur.
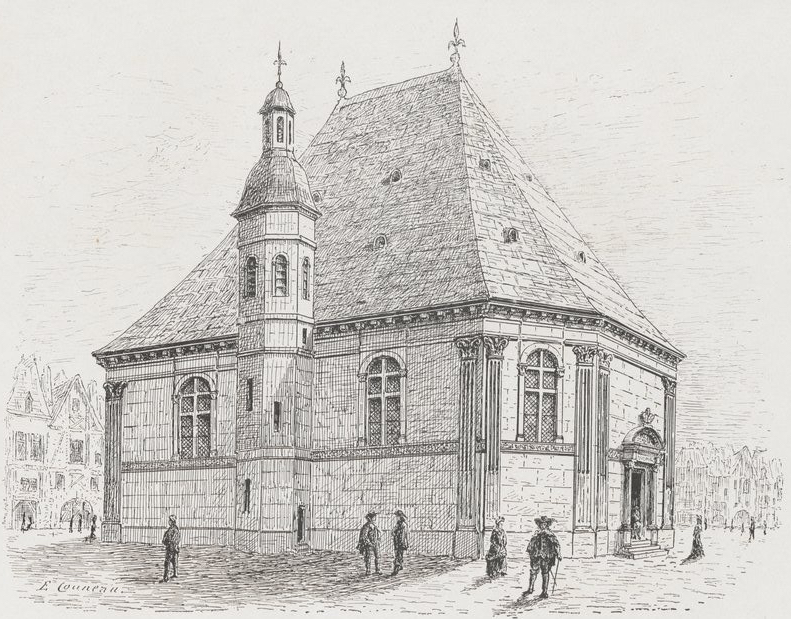
Grand temple de La Rochelle.
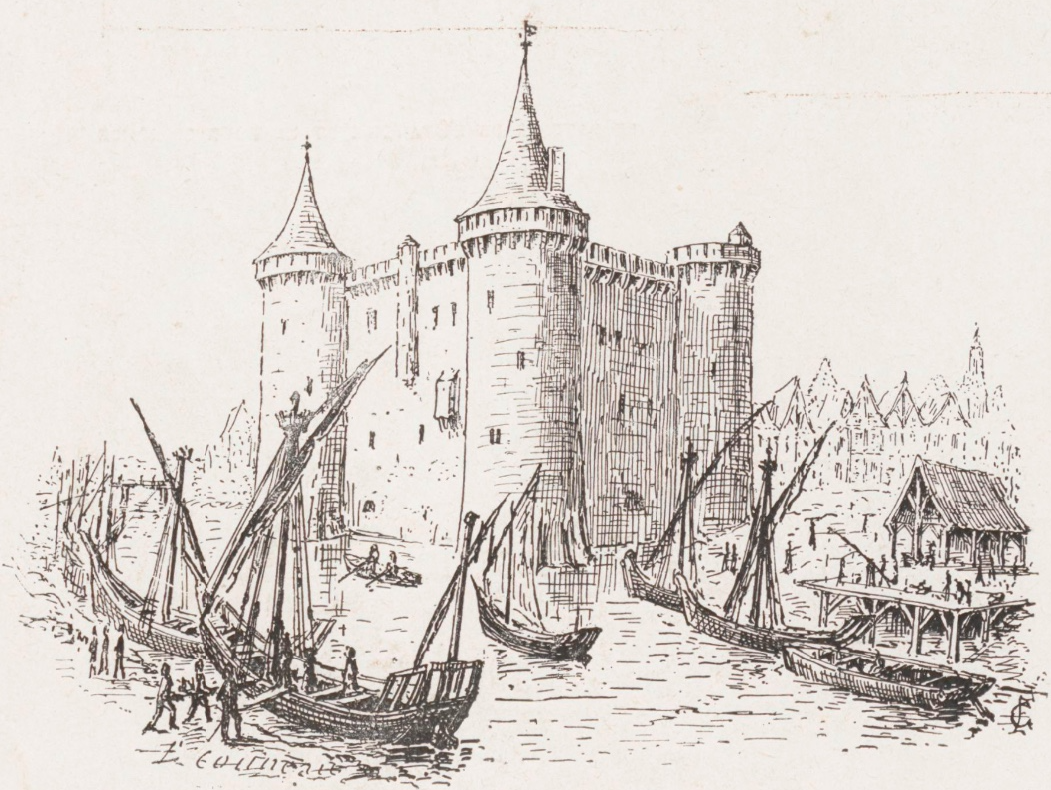
Château Vauclair.

## Édition
- La Rochelle disparue, texte, eaux-fortes et illustrations par É. Couneau, BnF Gallica

### Autres ouvrages d'Émile Couneau
- En 1890, il préface et illustre La Rochelle et ses ports de Georges Musset[11].
- En 1896, il illustre de 115 gravures, 4 aquarelles et 4 eaux fortes l'ouvrage Égypte et Palestine de Émile Delmas[12].

## Hommages
- Une rue porte le nom d'Émile Couneau dans le quartier de la gare de La Rochelle.

### Articles liés
- Fortifications de La Rochelle
- Histoire de La Rochelle
- Monuments de La Rochelle